# Дискриминация в международных отношениях
Дискриминация в международных отношениях — установление для представителей, организаций, юридических и/или физических лиц одного государства меньших прав (или урезания в правах), чем для тех же категорий лиц другого государства, или государства, на территории которой происходит дискриминация.
Дискриминация является нарушением норм и законов международного права и обычно влечёт за собой применение со стороны государства, подвергающегося дискриминации, ответных мер. Такими ответными ходами, например, являются реторсия и репрессалии.